# Скелька
Ске́лька — село в Україні, у Грунській сільській громаді Охтирського району Сумської області. Населення близько 20 осіб.

## Географія
Село Скелька знаходиться на правому березі річки Ворскла, нижче за течією на відстані 2 км розташоване село Куземин, на протилежному березі — село Українка. Село складається з 2-х частин, рознесених на ~1 км. До села примикає великий лісовий масив (дуб).

## Історія
Поблизу села Скелька виявлено давньоруське поселення XII століття.
Перші згадки про село відносяться до середини XVII століття.
Скельський монастир, час заснування якого невідомий, у 1708—1709 роках спалений місцевими жителями.
12 червня 2020 року, відповідно до розпорядження Кабінету Міністрів України № 723-р «Про визначення адміністративних центрів та затвердження територій територіальних громад Сумської області», село увійшло до складу Грунської сільської громади.
19 липня 2020 року, в результаті адміністративно-територіальної реформи та ліквідації Охтирського району(1923-2020), громада увійшла до складу новоутвореного Охтирського району.

## Населення

### Мова
Розподіл населення за рідною мовою за даними перепису 2001 року:
| Мова       | Кількість | Відсоток |
| ---------- | --------- | -------- |
| українська | 20        | 86.96%   |
| російська  | 3         | 13.04%   |
| Усього     | 23        | 100%     |

## Пам'ятки
Біля села Скелька — високий піщаний обрив.